# Bombina
Bombina – rodzaj płazów bezogonowych z rodziny kumakowatych (Bombinatoridae).

## Zasięg występowania
Rodzaj obejmuje gatunki występujące w Europie, Turcji, zachodniej i wschodniej Rosji (populacje rozdzielone), Chinach, Korei i Wietnamie.

## Charakterystyka
Gatunki z tego rodzaju są łatwo rozpoznawalne dzięki jaskrawemu wzorowi po brzusznej stronie ciała, ale w naturze łatwe do pomylenia z innymi płazami – gatunki tego rodzaju pokazują wspomniany wzór tylko w wypadku zagrożenia, aby ostrzec napastnika przed swoim jadem. Jad ten nie jest jednak silny i powoduje jedynie podrażnienie błon śluzowych.

## Systematyka

### Etymologia
- Bombina: etymologia niejasna, Oken nie wyjaśnił znaczenia nazwy rodzajowej[2]; być może od średniowiecznołac. bombino „brzęczeć, buczeć”, od gr. βομβος bombos „brzęczenie”[8].
- Bombinator (Bombitator[a]): łac. bombinator „brzęczyk”[8]. Gatunek typowy: Bufo igneus Laurenti, 1768 (= Rana bombina Linnaeus, 1761).
- Glandula: łac. glandula „gruczoł”, zdrobnienie od glans, glandis „żołądź”[5]. Gatunek typowy: Bombinator maximus Boulenger, 1905.

### Podział systematyczny
Do rodzaju należą następujące gatunki:
- Bombina bombina (Linnaeus, 1761) – kumak nizinny[10]
- Bombina fortinuptialis Hu & Wu, 1978
- Bombina lichuanensis Ye & Fei, 1993
- Bombina maxima (Boulenger, 1905) – kumak wielki[10]
- Bombina microdeladigitora Liu, Hu & Yang, 1960
- Bombina orientalis (Boulenger, 1890) – kumak dalekowschodni[10]
- Bombina pachypus (Bonaparte, 1838) – kumak włoski[potrzebny przypis], przez niektórych autorów uznawany za podgatunek Bombina variegata
- Bombina variegata (Linnaeus, 1758) – kumak górski[10]

W miejscach, gdzie obszary ich występowania nakładają się, spotykane bywają również mieszańce. Inny gatunek, kumak dalekowschodni (B. orientalis), bywa hodowany w terrariach.